# FAST TCP
FAST TCP (també escrit FastTCP) és un algorisme d'evitació de congestió de TCP especialment dirigit a enllaços de llarga distància i alta latència, desenvolupat al Netlab, Institut Tecnològic de Califòrnia i que ara està comercialitzat per FastSoft. FastSoft va ser adquirit per Akamai Technologies el 2012.
FastTCP és compatible amb els algorismes TCP existents i només requereix modificacions a l'ordinador que envia dades.

## Nom
El nom FAST és un acrònim recursiu de F AST A QM S calable T CP, on AQM significa A ctive Q ueue Management, i TCP significa T ransmission C ontrol Protocol.

## Principis de funcionament
El paper del control de la congestió és moderar la velocitat a la qual es transmeten les dades, "congestió", segons la capacitat de la xarxa i la velocitat a la qual transmeten altres usuaris. Igual que TCP Vegas, FAST TCP utilitza el retard de la cua en lloc de la probabilitat de pèrdua com a senyal de congestió.
La majoria dels algorismes de control de congestió actuals detecten la congestió i alentiren quan descobreixen que s'estan deixant caure paquets, de manera que la velocitat d'enviament mitjana depèn de la probabilitat de pèrdua. Això té dos inconvenients. En primer lloc, calen probabilitats de pèrdua baixes per mantenir altes taxes de dades; en el cas de TCP Reno, calen probabilitats de pèrdua molt baixes, però fins i tot els nous algorismes d'evitació de congestió com H-TCP, BIC TCP i HSTCP requereixen taxes de pèrdua inferiors a les que proporcionen la majoria de xarxes d'àrea àmplia sense fil. A més, la pèrdua de paquets només proporciona un únic bit d'informació sobre el nivell de congestió, mentre que el retard és una quantitat contínua i en principi proporciona més informació sobre la xarxa.
Un flux FAST TCP busca mantenir un nombre constant de paquets a les cues a tota la xarxa. El nombre de paquets a les cues s'estima mesurant la diferència entre el temps d'anada i tornada observat (RTT) i el RTT base, definit com el temps d'anada i tornada quan no hi ha cua. El RTT base s'estima com el RTT mínim observat per a la connexió. Si hi ha massa pocs paquets a la cua, la velocitat d'enviament s'incrementa, mentre que si hi ha massa paquets a la cua, la velocitat es redueix. En aquest sentit, és un descendent directe de TCP Vegas.
La diferència entre TCP Vegas i FAST TCP rau en la forma en què s'ajusta la velocitat quan el nombre de paquets emmagatzemats és massa petit o gran. TCP Vegas fa ajustos de mida fixa a la tarifa, independentment de la distància que estigui la tarifa actual de la tarifa objectiu. FAST TCP fa passos més grans quan el sistema està més lluny de l'equilibri i passos més petits prop de l'equilibri. Això millora la velocitat de convergència i l'estabilitat.